# Acrospermoides
Acrospermoides är ett släkte av svampar. Acrospermoides ingår i familjen Acrospermaceae, ordningen Acrospermales, klassen Dothideomycetes, divisionen sporsäcksvampar och riket svampar.
|                | Gonatophragmium                           |
|                |                                           |
| Acrospermoides | \| \| Acrospermoides subulata \| \| \| \| |
|                | \| \| Acrospermoides subulata \| \| \| \| |
|                | Acrospermum                               |
|                |                                           |
|                | Oomyces                                   |
|                |                                           |
|                | Acrospermoides subulata                   |
|                |                                           |

|  | Acrospermoides subulata |
|  |                         |